# 84–93
84–93 var ett radioprogram i Sveriges Radio P4 på måndagskvällarna, efter Radiosporten från 13 juni till 15 augusti 2005. Programmet leddes av Carolina Norén och kallades "en radioresa". Serien handlade om historia och använde sig av Sveriges Radios arkiv. Varje gång behandlades ett årtal mellan 1984 och 1993. Vid varje år som behandlades togs ämnen som brott, politik, musik, sport och dödsfall under åren upp. På musiksidan handlade det mycket om Melodifestivalen och Eurovision Song Contest. Musiken som spelades var melodier som var populära under det för dagen aktuella årtalet. Varje program var två timmar långt, och avslutades alltid med det aktuella årets väder.

## Krönikörer
- Kristina Adolfsson – mode
- Göran Everdahl – film och TV
- Björn Kjellman – Melodifestivalen och Eurovision Song Contest
- Bengt Lindström – väder
- Hans Shimoda – "skvaller"
- Bengt Skött – sport
- Mats Strandberg – sport
- Stefan Wahlberg – mordfall
- Stefan Wermelin – musik (utom Melodifestivalen och Eurovision Song Contest)

### Fotnoter
1. ↑  Information i Svensk mediedatabas (läst 9 april 2011).